# Эмма (тайфун)
Тайфун «Эмма» (международное обозначение: 5612) — сильный тропический циклон, обрушившийся на территорию Японии, Кореи, Китая и Дальнего Востока СССР в сентябре 1956 года, и  повлёкший гибель 77 человек и значительный материальный ущерб.

## Развитие и последствия
Возник из тропического шторма в районе Марианских островов в Тихом океане 1 сентября. Смещаясь на юго-запад, 3 сентября получил статус тайфуна. После чего сменил направление на запад-северо-запад, достигнув максимальной силы при скорости ветра 249 км/ч в районе японских островов Окинава 8 сентября. Затем тайфун, при ураганном ветре третьей категории, обрушился на японский остров Кюсю и Южную Корею — 9 сентября. 10 сентября достиг берегов Приморского края СССР. Стих 11 сентября.
На островах Окинава во время прихода тайфуна у берега утонули 11 военнослужащих, не предупреждённые о надвигающейся опасности. На острове Кюсю тайфун вызвал сильные наводнения, гибель 34 человек, тысячи людей остались без крова. У побережья Южной Кореи затонули десятки судов, погибли 42 человека, 35 пропали без вести, большинство из которых были рыбаками.
10 сентября во время тайфуна в Японском море потерпел катастрофу американский разведывательный самолёт RB-50G «Суперфортресс», все 16 членов экипажа погибли.
На территории Приморского края тайфун «Эмма» сопровождался ветром скоростью 162 км/ч. Наряду с «Ирвингом» (1979 год) относится к наиболее мощным тайфунам в истории Приморского края по силе ветра.